# Juan Sabines Gutiérrez, La Concordia
Juan Sabines Gutiérrez är en ort i Mexiko.   Den ligger i kommunen La Concordia och delstaten Chiapas, i den sydöstra delen av landet, 800 km sydost om huvudstaden Mexico City. Juan Sabines Gutiérrez ligger 572 meter över havet och antalet invånare är 263.
Terrängen runt Juan Sabines Gutiérrez är platt åt sydost, men åt nordväst är den kuperad. Runt Juan Sabines Gutiérrez är det glesbefolkat, med 19 invånare per kvadratkilometer. Närmaste större samhälle är Diamante de Echeverría, 2,7 km nordväst om Juan Sabines Gutiérrez. Omgivningarna runt Juan Sabines Gutiérrez är en mosaik av jordbruksmark och naturlig växtlighet.